# Иљушин Ил-14
Иљушин Ил-14  (НАТО назив Crate) је двомоторни совјетски путнички (транспортни) авион који је произвођен у фабрикама авиона у СССР, Чехословачкој, Источној Немачкој (ДДР) и Пољској у периоду од 1954. до 1960. године. Намењени су за кратке и средње линије ваздушног путничког саобраћаја и војним потребама као транспортни, десантни и санитетски авион.

## Пројектовање и развој
Током и непосредно после Другог светског рата, у Совјетском Савезу основни авиони за транспорт путника на кратким и средњим линијама били су DC-3 и његова руска варијанта Ли-2. Планирано је да се ови авиони замене новим па је у бироу Иљушина пројектован авион Ил-12 који је тестиран у току 1946. године. Одмах након завршетка тестирања авиона Ил-12, конструкторски тим Иљушина почео се интензивно бавити проблемом повећања безбедности путничких авиона. Наиме коришћењем двомоторних авиона DC-3 и Ли-2 током рата установљено је да је највећи број несрећа проузрокован отказивањем једног мотора у фази полетања. Решавањем овог проблема на авиону Ил-12 настао је авион Ил-14 који је био у стању да под пуним оптерећењем полети са једним мотором. Ил-14 је у односу на Ил-12 имао јаче моторе и незнатно је већи и тежи од њега, додуше са промењеном аеродинамиком која је омогућила повећану стабилност и управљивост авиона при малим (критичним) брзинама, а са повећањем броја седишта на 48 места повећана му је економска ефикасност. Иљушин Ил-14 је авион потпуно металне конструкције са ниско постављеним крилима на којима се налазе два ваздухом хлађена клипно радијална мотора са четворокраким металним елисама.

### Технички опис
Ил-14 је нискокрилни путнички авион металне конструкције са два мотора на крилима авиона. Труп авиона је готово кружног попречног пресека монокок конструкције. На почетку трупа се налазила кабина пилота са два седишта једно поред другог, иза пилотске кабине налази се простор за навигатора и стјуардесу и нуспорсторије (чајна кухиња и остава за храну), затим путничка кабина или товарни простор (код транспорне варијанте овог авиона).
Код путничких авиона унутрашњост путничке кабине је изолована од буке и вибрација. Уобичајено су седишта постављена у две колоне са пролазом кроз средину кабине, а у свакој колони се налазе по два седишта у реду. Са обе стране трупа налазили су се правоугаони прозори са десне стране их је било седам до осам у зависности од типа (броја седишта) а са леве седам. Врата за улаз и излаз из авиона су се налазила у репу авиона са леве и десне стране већ према типу и намени авиона. Путничка варијанта је поред врата за улаз и излаз која су се налазила са десне стране авиона близу репа имала још четири излаза на трупу авиона за случај опасности и хитног напуштања авиона.

### Варијанте авиона Ил-14
Авион Иљушин Ил-14 се производио у две фабрике у СССР, затим у Источној Намачкој (ДДР) и у Чехословачкој фабрици авиона АВИА. Варијанта овог авиона намењеног електронском ратовању произведен је по лиценци у Пољској. Авион Иљушин Ил-14 је прављен за цивилни транспорт путника али исто тако и војни транспорт, стога је постојало 12 основних варијанти овог авиона:
- Ил-14 - основни први производни тип авиона,
- Ил-14П - путничка верзија са 18 места,
- Ил-14ПС, С, СИ и СО - верзије авиона намењени за превоз важних особа,
- Ил-14М - верзија авиона са 30 до 32 места,
- Ил-14Т - транспортна (карго) верзија авиона,
- Ил-14ТБ - верзија намењена за вучу једрилица,
- Ил-14-30Д, ТД и Т-ТД - десантна верзија авиона,
- Ил-14Г- теретна верзија авиона Ил-14М,
- Ил-14ЛИК-1 и ЛИК-2 - авион лабораторија намењени испитивању,
- Ил-14Патролни - авион намењен граничној служби за партолирање,
- Ил-14ФКП и ФКМ - авион намењен аерофотографисању,
- Ил-14Crate-C - авион по лиценци произведен у Пољској намењен електронском ратовању,

## Оперативно коришћење

### Коришћење у свету
Иљушин Ил-14 су произвођени и продавани и то углавном авио-компанијама у Совјетском Савезу и земљама Варшавског уговора као и земљама Азије и Африке и представљали су окосницу кратко и средње линијског ваздушног саобраћаја дуги низ година. Након искључивања ових авиона из путничког саобраћаја већина ових авиона је претворена у карго верзије за превоз терета. С обзиром на добре експлоатационе особине у зимским условима овај авион је коришћен за саобраћај у поларним крајевима. Због могућности да полети и слети са једним мотором као веома сигуран авион радо је коришћен за превоз важних личности. У свету је овај авион коришћен у готово 30 земаља.
- Мотор АШ-82ФН на Ил-14
- Мотор АШ-82Т у Саобраћајном музеју у Дрездену
- Ил-14 издувне цеви мотора
- Монтажа Ил-14 у фабрици авиона у Дрездену (1958)
- Унутрашњост транспортне верзије Ил-14
- Унутрашњост ВИП салона Ил-14

### Коришћење у Југославији
Први авион Иљушин Ил-14П (ф.бр. 6341306) који је стигао у Југославију је био салонска верзија Иљушина 14 са десет ВИП седишта коју је совјетски председник Никита Сергејевич Хрушчов поклонио председнику Југославије Јосипу Брозу Титу 1956. године после нормализације односа две земље. Произведен је 26. априла 1956, а 3. јула исте године уведен је у ЈРВ под ев.бр. 7401, који је касније промењен у 71301. Тај авион је сачуван и налази се у Музеју ваздухопловства на аеродрому "Никола Тесла" у Београду. До пријема у Музеј 4. априла 1973. године укупно је имао 166 авио-полетања и 113 сати налета.
Шест авиона Иљушин Ил-14П који су укључени у флоту ЈАТ-а, долетео је у Београд 28. јануара 1957. године. Ови авиони су били намењени проширењу флоте ЈАТ-а углавном на домаћим и селективно, међународним линијама. ЈАТ није изабрао ове авионе него су они набављени на основу договора између државно-привредних делегација Југославије и СССР у циљу уравнотежења робне размене између двеју земаља. У то време ЈАТ је већ користио авионе Конвер CV-340 (са 44 седишта) који су у односу на Иљушин Ил-14П(са 18 до 26 седишта), одликовали већом носивошћу, повећаном удобношћу путовања, повећаним долетом, био је опремљен модреним навигационим и радио уређајима и био је економичнији у експлоатацији у односу на њих. Но и поред тога ови авиони су у флоти ЈАТ-а летели скоро 6 година да би 1963. године били уступљени Југословенском ратном ваздухопловству, које је ове летилице укључило у своју транспортну јединицу.

## Земље које су користиле овај авион
| - Авганистан - Албанија - Алжир - Бугарска - Камбоџа - Кина - Република Конго | - Куба - Чехословачка - Источна Немачка - Египат - Етиопија - Гвинеја Бисао - Индија | - Индонезија - Ирак - Монголија - Северна Кореја - Северни Јемен - Пољска - СССР | - Сирија - Вијетнам - Јемен - Југославија - Мађарска - Мали - Румунија |